# Британський Гонконг
Британський Гонконг (англ. British Hong Kong; кит. трад. 英屬香港) — британська коронна колонія, а потім залежна територія з 1841 по 1997 рік.

## Історія
Найдавніші виявлені людські поселення на території сучасного Гонконгу відносяться до палеоліту. Цей регіон увійшов до складу Китаю під час правління династії Цінь, а за часів династій Тан і Сун служив торговим портом і військово-морською базою. Першим європейцем, чий візит у цей регіон був задокументований, був португалець Жоржі Алваріш в 1513 році. Після відкриття філії Британської Ост-Індської компанії в Кантоні (Гуанчжоу) у регіоні стала зростати присутність британців.
З початку XIX століття британці починають активно ввозити до Китаю опіум. У 1839 році цінський двір наклав заборону на ввезення опіуму, і Велика Британія почала проти Китаю Першу Опіумну війну. Острів Гонконг був вперше окупований британцями в 1841 році, а в кінці війни в 1842 році офіційно перейшов під британський суверенітет згідно Нанкінському договором. Ще через рік на острові було засновано місто Вікторія, а територія отримала офіційний статус колонії корони (відповідає нинішнім «заморських територій»). У 1860 році після поразки Китаю у Другій Опіумній війні території Коулунского півострова на південь від Баундари-стріт і острови Каменерізів були передані у вічне володіння Великої Британії згідно з Пекінським договором. У 1898 році Велика Британія взяла у Китаю в оренду на 99 років прилеглу територію на півночі Коулунского півострова й острів Ланьтау, які отримали назву Нові Території.
Гонконг був оголошений порто-франко, щоб полегшити виконання ролі грузоперевалочної бази Британської імперії в Південно-Східній Азії. У 1910 році відкрилася Коулун-Кантонська залізниця, яка з'єднувала Гуанчжоу і Коулун. Її кінцева станція розташовувалася в районі Чімсачей. В колонії була введена британська система освіти. У XIX столітті місцеве китайське населення мало стикалося з багатими європейцями, що селилися біля підніжжя піку Вікторія.

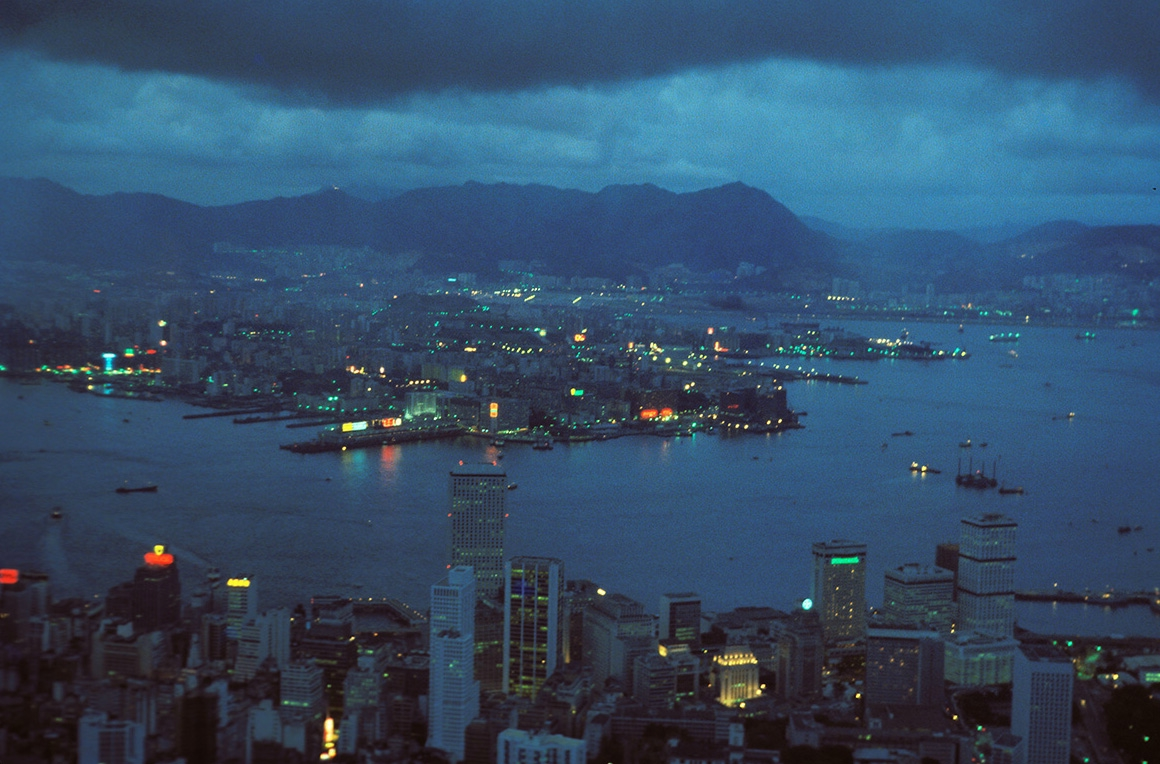
Вид на Гонконг і Коулун з піку Вікторія, 1978 рік

В ході Другої світової війни 8 грудня 1941 року Японська імперія напала на Гонконг. Гонконгська битва закінчилася 25 грудня поразкою британських і канадських сил, які захищали колонію. Під час японської окупації Гонконгу частим явищем була нестача продовольства, посилювалася гіперінфляцією, яка була викликана примусовим обміном валюти на військові банкноти. Населення Гонконгу, до війни складало 1,6 млн осіб, до 1945 році зменшилася до 600 тис. 15 серпня Японія капітулювала, і Велика Британія відновила суверенітет над Гонконгом.

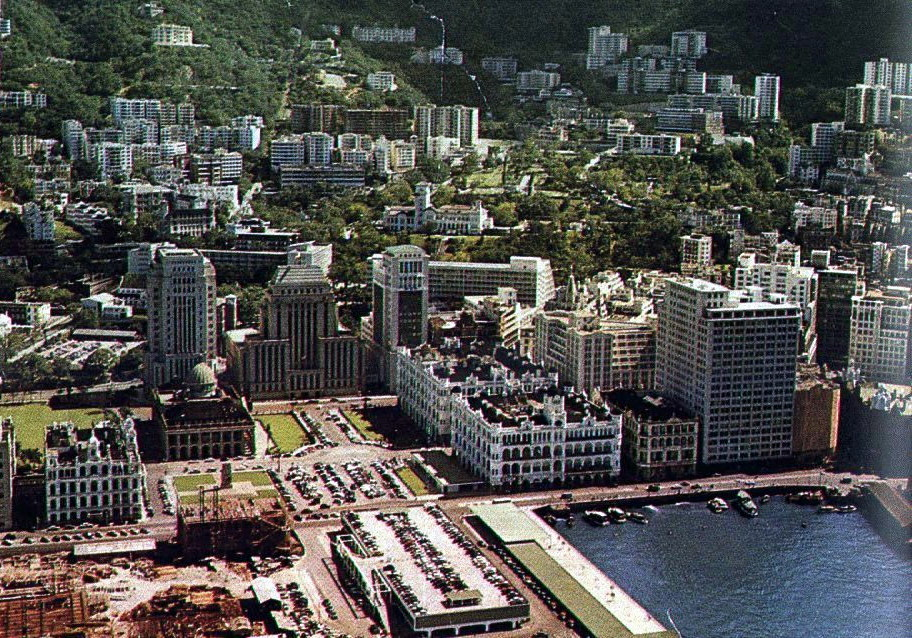
Район Сентрал, 1955 рік

Після Другої світової війни в Китаї спалахнула громадянська війна, що призвело до хвилі нових мігрантів з материка, тому населення Гонконгу швидко відновилося. Після проголошення в 1949 році Китайської Народної Республіки в Гонконг хлинув ще більший потік мігрантів, які побоювалися переслідування з боку Комуністичної партії Китаю. Багато компаній перенесли в Гонконг свої офіси з Шанхаю і Гуанчжоу. Комуністичний уряд проводив все більш ізоляціоністську політику, і в цій ситуації Гонконг залишився єдиним каналом, по якому здійснювався контакт КНР з Заходом. Після вступу Китаю в Корейську війну ООН наклала ембарго на торгівлю з КНР, і торгівля з континентом припинилася.
Завдяки зростанню чисельності населення і дешевизні робочої сили текстильне виробництво та інші галузі промисловості швидко зростали. Разом з індустріалізацією основним двигуном економіки став експорт на зовнішні ринки. Завдяки зростанню промислового виробництва стабільно підвищувався рівень життя. Будівництво житлового мікрорайону Сек Кіп Мей Естейт ознаменувало початок програми будівництва громадських житлових мікрорайонів. У 1967 році Гонконг занурився в хаос вуличних заворушень. Під впливом лівонастроєнних протестувальників, натхнених почалася на материку Культурною революцією, робітничий страйк перетворилася в жорстоку повстання проти колоніального уряду, яке тривало до кінця року.
У 1974 році була утворена Незалежна комісія по запобіганню корупції, якій вдалося звести до мінімуму корупцію в державному апараті. Після початку реформ в Китаї в 1978 році Гонконг став основним джерелом іноземних інвестицій в Китай. Через рік впритул до північної межі Гонконгу на території провінції Гуандун була утворена перша в Китаї особлива економічна зона Шеньчжень. Текстильна та виробнича складова в економіці Гонконгу поступово зменшувалася, віддаючи першість фінансів та банківського сектору. Після закінчення В'єтнамської війни в 1975 році владі Гонконгу знадобилося ще 25 років для вирішення проблеми повернення на батьківщину в'єтнамських біженців.
У світлі закінчувального через 20 років терміну оренди Нових Територій уряд Великої Британії з початку 1980-х років стало обговорювати з владою КНР проблему суверенітету Гонконгу. У 1984 році дві країни підписали Спільну китайсько-британську декларацію, згідно якої у 1997 році повинна була відбутися передача суверенітету над усією територією Гонконгу на користь КНР. У декларації говорилося, що Гонконг повинен здобути статус особливого адміністративного району в складі КНР, який дозволить йому зберігати свої закони і високий ступінь автономії протягом як мінімум 50 років після передачі. Багато жителів Гонконгу не були впевнені в тому, що ці обіцянки будуть виконані і вирішили емігрувати, особливо після жорстокого придушення студентської демонстрації в Пекіні в 1989 році.
У 1990 році був затверджений Основний закон Гонконгу, який повинен був виконувати роль конституції після передачі суверенітету. Незважаючи на серйозні заперечення Пекіна, останній губернатор Гонконгу Кріс Паттен провів реформу процесу вибору Законодавчої ради Гонконгу, демократизувавши його. Передача суверенітету над Гонконгом була здійснена опівночі 1 липня 1997 року, її супроводжувала урочиста церемонія передачі Гонконгу в Центрі конгресів і виставок Гонконгу. Першим Головним міністром Адміністрації САР Гонконг став Дун Цзяньхуа.

## Персоналії
- Венді Баррі (1912—1978) — британська актриса театру і кіно.